# オリンピア (曲)
「オリンピア」 （Olympia）は、1984年に発表されたセルジオ・メンデスのシングル曲。
シンシア・ワイル作詞、バリー・マン作曲。メイン・ボーカルは、ジョー・ピズーロ。

## 概要
「オリンピア」は、1984年にロサンゼルスで開催された夏季オリンピックのテーマ曲として書かれた曲で、同じ年に発売されたアルバム『Confetti』にも収録されている。
また、この曲は、カナダのオンタリオ州にあるオリンピア・スポーツ・キャンプや、全日本プロレスの世界最強タッグ決定リーグ戦のテーマ曲、および日本テレビ「全日本プロレス中継」のスーパースローのBGMとしても使用されている。なお、同リーグ戦のテーマ曲として使用されているバージョンは、アルバム『Confetti』のブラジル発売盤およびオランダ発売盤にのみ収録されているボーカルレスバージョンで、これをさらに短く編集して使用している。